# مقدمة في نظرية المعرفة الموضوعية
مقدمة إلى نظرية المعرفة الموضوعية هو كتاب عن نظرية المعرفة من تأليف الفيلسوفة آين راند (مع مقال إضافي بقلم ليونارد بيكوف ). اعتبرتها آين راند أهم كتاباتها الفلسفية. نُشر هذا العمل لأول مرة على دفعات في مجلة آين راند، الموضوعي ، من يوليو 1966م إلى فبراير 1967م، ويقدم حل آين راند المقترح لمسألة العموميات التاريخية، ويصف كيف يمكن توسيع النظرية لتشمل الحالات المعقدة، ويوضح كيفية تطبيقها على قضايا أخرى في نظرية المعرفة.

## ملخص
أسست آين راند حلها لمشكلة الكليات على تحليل شبه رياضي للتشابه. وقامت برفض وجهة النظر الشائعة القائلة بأن التشابه غير قابل للتحليل، وعرّفت التشابه بأنه: "العلاقة بين اثنين أو أكثر من الموجودات التي تمتلك نفس الخصائص، ولكن بمقياس أو درجة مختلفة". 
وترى أن فهم التشابه يتطلب التباين بين عنصرين أو أكثر من العناصر المتشابهة وعنصر ثالث يختلف عنهما، ولكنه يختلف على نفس مقياس القياس (الذي أطلقت عليه "القاسم المشترك المفاهيمي"). وبالتالي، لكي يُنظر إلى ظلين من اللون الأزرق على أنهما متشابهين، يجب أن يتناقضا مع شيء يختلف كثيرًا في اللون عن كليهما - على سبيل المثال، ظل من اللون الأحمر.
وبناء على ذلك، تعرف آين راند "المفهوم" على أنه: "التكامل العقلي لوحدتين أو أكثر تمتلكان نفس الخصائص المميزة مع حذف قياساتها الخاصة". 
تتضمن الدراسة فصولاً توضح النظرية الموضوعية حول كيفية تشكيل المفاهيم العليا ("التجريد من التجريد")، وكيفية تطبيق القياس على ظاهرة الوعي، وطبيعة التعاريف وأهميتها المعرفية (بما في ذلك الدفاع عن الجوهر باعتباره "معرفيًا" ليست "ميتافيزيقية")، وهي نظرية للمفاهيم البديهية، وليست الافتراضات البديهية، باعتبارها أساس الإدراك المفاهيمي، وإدخال "مبدأ اقتصاد الوحدة" باعتباره أمرًا حاسمًا للحكم والتبرير والمحتوى على المستوى المفاهيمي، والدعوة إلى الرفض الشامل للتحول الكانطي (نسبةً لإيمانويل كانط) في الفلسفة، حيث ترى آين راند الفيلسوف إيمانويل كانط على أنه يعارض بشكل خاطئ هوية الوعي لصلاحيتها المعرفية – أي لكونها واعية .
"... إن الهجوم على وعي الإنسان، وخاصة على قدرته المفاهيمية، يرتكز على فرضية لا تقبل الجدل وهي أن أي معرفة تكتسب عن طريق عملية الوعي هي بالضرورة معرفة ذاتية ولا يمكن أن تتوافق مع حقائق الواقع، لأنها "معرفة معالجة ". "
"كل المعرفة هي معرفة معالجة - سواء على المستوى الحسي أو الإدراكي أو المفاهيمي. المعرفة "غير المعالجة" ستكون معرفة مكتسبة دون وسائل الإدراك. الوعي (كما قلت في الجملة الأولى من هذا العمل) ليس سلبيا الدولة، ولكنها عملية نشطة."
مقال إضافي بقلم ليونارد بيكوف، استنادًا إلى نظرية آين راند والتي حررته بنفسها، ينتقد التمييز التحليلي الاصطناعي ، بحجة أنه ينبع من نظرية خاطئة لما يتم تضمينه في معنى المفهوم. المفهوم، كما يؤكد كلا من آين راند وليونارد بيكوف، يشمل جميع الخصائص التي يمتلكها المراجع، وليس فقط الخصائص المميزة.
تتضمن طبعة عام 1990م من مقدمة لنظرية المعرفة الموضوعية 200 صفحة من المناقشات بين آين راند ومحترفي الفلسفة، تم انتقاؤها من تسجيلات شريطية لـ "ورش العمل الخمس في نظرية المعرفة الموضوعية" التي أجرتها آين راند في أواخر عام 1969م وحتى أوائل عام 1970م. كان كل من جون أو. نيلسون، وجورج والش، وليونارد بيكوف، وألان جوتهيلف، وهاري بينسوانجر، هم الأكثر نشاطًا بين أولئك الذين شككوا في راند بشأن معنى نظريتها ومضامينها. وشارك نحو عشرة آخرين بدرجة أقل.

## تاريخ النشر
تم نشر مقالة آين راند التي تحمل عنوانها في الأصل بشكل سلسلة في مجلة الموضوعي من يوليو 1966م إلى فبراير 1967م، ثم أعيد طبعها من قبل معهد ناثانيال براندن في وقت لاحق في عام 1967م ككتيب. نُشرت مقالة ليونارد بيكوف لأول مرة في مجلة الموضوعي في أعدادها الصادرة في الفترة من مايو 1967م إلى سبتمبر 1967م. تم نشر الكتاب المدمج من قبل المكتبة الأمريكية الجديدة في عام 1979م. أصدر نفس الناشر أيضًا النسخة المنقحة، التي شارك في تحريرها ليونارد بيكوف وهاري بينسوانجر ، في عام 1990م.

## استقبال الكتاب
حظيت كل من الطبعات الأصلية والطبعات المنقحة للكتاب باهتمام قليل نسبيًا من المراجعين،  على الرغم من وجود مراجعة في مجلة فلسفة التدريس . تلقى العمل عرضًا وتطويرًا مكثفًا ومتعمقًا في: رفيق لآين راند (رفاق بلاكويل في الفلسفة) وايلي بلاكويل: 2016م، جوتهلف وسالميري (محرر)، المفاهيم ودورها في المعرفة: تأملات في نظرية المعرفة الموضوعية (الدراسات الفلسفية لجمعية آين راند)، وكيف نعرف: نظرية المعرفة على أساس موضوعي (بينسوانغر، منشورات TOF: م2014).